# Debutant de l'Any de MotoGP
El premi al Debutant de l'Any de MotoGP, més conegut pel seu nom en anglès, MotoGP Rookie of the Year, s'atorga al millor debutant –o "novell", rookie en anglès– a la categoria reina del campionat del món de motociclisme, MotoGP (és a dir, el qui acumula més punts al campionat durant la seva primera temporada en aquesta categoria). Es tracta d'un premi molt habitual en diversos esports i que, de fet, té rèpliques per a cada categoria del campionat del món de motociclisme, de manera que actualment hi ha també el premi al Debutant del l'Any de Moto2 i al de Moto3.
La primera temporada en què es van lliurar oficialment aquests premis va ser la del 1998, tot i que, aleshores, en no existir les actuals categories del mundial, es lliuraven al Debutant del l'Any de les anteriors categories de 500cc, 250cc i 125cc. A partir del 2002, en què s'instaurà l'actual de MotoGP, els premis ja es van anomenar "MotoGP Rookie of the Year".

## Guanyadors
A 1 de gener del 2025

### MotoGP
La llista següent recopila tots els guanyadors del Premi al Debutant de l'Any a la classe reina de MotoGP des de la creació de la categoria a la temporada del 2002 fins a l'actualitat.
| Any  | Núm. | Pilot             | Posició | Victòries | Equip                                        | Moto                                    |
| ---- | ---- | ----------------- | ------- | --------- | -------------------------------------------- | --------------------------------------- |
| 2002 | 74   | Daijiro Kato      | 7       |           | Gresini Racing                               | Honda NSR500 (1–9) Honda RC211V (10–16) |
| 2003 | 69   | Nicky Hayden      | 5       |           | Repsol Honda                                 | Honda RC211V                            |
| 2004 | 11   | Rubén Xaus        | 11      |           | Pramac Racing                                | Ducati Desmosedici GP3                  |
| 2005 | 24   | Toni Elías        | 12      |           | Tech3                                        | Yamaha YZR-M1                           |
| 2006 | 26   | Dani Pedrosa      | 5       | 2         | Repsol Honda                                 | Honda RC211V                            |
| 2007 | 50   | Sylvain Guintoli  | 16      |           | Tech3                                        | Yamaha YZR-M1                           |
| 2008 | 48   | Jorge Lorenzo     | 4       | 1         | Yamaha Motor Racing                          | Yamaha YZR-M1                           |
| 2009 | 36   | Mika Kallio       | 15      |           | Pramac Racing 1–10, 14–17 Ducati Corse 11–13 | Ducati Desmosedici GP9                  |
| 2010 | 11   | Ben Spies         | 6       |           | Tech3                                        | Yamaha YZR-M1                           |
| 2011 | 35   | Cal Crutchlow     | 12      |           | Tech3                                        | Yamaha YZR-M1                           |
| 2012 | 6    | Stefan Bradl      | 8       |           | LCR Team                                     | Honda RC213V                            |
| 2013 | 93   | Marc Márquez      | Campió  | 6         | Repsol Honda                                 | Honda RC213V                            |
| 2014 | 44   | Pol Espargaró     | 6       |           | Tech3                                        | Yamaha YZR-M1                           |
| 2015 | 25   | Maverick Viñales  | 12      |           | Suzuki MotoGP                                | Suzuki GSX-RR                           |
| 2016 | 53   | Tito Rabat        | 21      |           | Marc VDS Racing Team                         | Honda RC213V                            |
| 2017 | 5    | Johann Zarco      | 6       |           | Tech3                                        | Yamaha YZR-M1                           |
| 2018 | 21   | Franco Morbidelli | 15      |           | Marc VDS Racing Team                         | Honda RC213V                            |
| 2019 | 20   | Fabio Quartararo  | 5       |           | Sepang Racing Team                           | Yamaha YZR-M1                           |
| 2020 | 33   | Brad Binder       | 11      | 1         | KTM Factory Racing                           | KTM RC16                                |
| 2021 | 89   | Jorge Martín      | 9       | 1         | Pramac Racing                                | Ducati Desmosedici GP21                 |
| 2022 | 72   | Marco Bezzecchi   | 14      |           | VR46 Racing Team                             | Ducati Desmosedici GP21                 |
| 2023 | 37   | Augusto Fernández | 17      |           | Tech3                                        | KTM RC16                                |
| 2024 | 31   | Pedro Acosta*     | 6       |           | Tech3                                        | KTM RC16                                |

Notes
1. 1 2 3  Únic debutant al campionat aquell any

### Moto2
La llista següent recopila tots els guanyadors del Premi al Debutant de l'Any a la classe Moto2 des de la instauració el 2011 del premi per a aquesta categoria (creada el 2010) fins a l'actualitat.
| Any  | Núm. | Pilot                 | Posició   | Victòries | Equip                  | Moto                             |
| ---- | ---- | --------------------- | --------- | --------- | ---------------------- | -------------------------------- |
| 2011 | 93   | Marc Márquez          | Subcampió | 7         | Emilio Alzamora Racing | Suter MMXI Honda CBR600RR        |
| 2012 | 5    | Johann Zarco          | 10        |           | Japan Italy Racing     | Motobi TSR6 Honda CBR600RR       |
| 2013 | 81   | Jordi Torres          | 10        | 1         | Aspar Team             | Suter MMX2 Honda CBR600RR        |
| 2014 | 40   | Maverick Viñales      | Tercer    | 4         | Pons Racing            | Kalex Moto2 Honda CBR600RR       |
| 2015 | 40   | Àlex Rins             | Subcampió | 2         | Pons Racing            | Kalex Moto2 Honda CBR600RR       |
| 2016 | 97   | Xavi Vierge           | 20        |           | Tech3                  | Tech3 Mistral 610 Honda CBR600RR |
| 2017 | 42   | Francesco Bagnaia     | 5         |           | VR46 Racing Team       | Kalex Moto2 Honda CBR600RR       |
| 2018 | 36   | Joan Mir              | 6         |           | Marc VDS Racing Team   | Kalex Moto2 Honda CBR600RR       |
| 2019 | 21   | Fabio Di Giannantonio | 9         |           | Speed Up Racing        | Speed Up SF19T Triumph 765cc     |
| 2020 | 44   | Arón Canet            | 14        |           | Aspar Team             | Speed Up SF20T Triumph 765cc     |
| 2021 | 25   | Raúl Fernández        | Subcampió | 8         | Ajo Motorsport         | Kalex Moto2 Triumph 765cc        |
| 2022 | 51   | Pedro Acosta          | 5         | 3         | Ajo Motorsport         | Kalex Moto2 Triumph 765cc        |
| 2023 | 11   | Sergio García         | 15        |           | Pons Racing            | Kalex Moto2 Triumph 765cc        |
| 2024 |      | Diogo Moreira         | 13        |           | Italtrans Racing Team  | Kalex Moto2 Triumph 765cc        |

### Moto3
La llista següent recopila tots els guanyadors del Premi al Debutant de l'Any a la classe Moto3 des de la instauració de la categoria el 2012 fins a l'actualitat.
| Any  | Núm. | Pilot            | Posició | Victòries | Equip                  | Moto                      |
| ---- | ---- | ---------------- | ------- | --------- | ---------------------- | ------------------------- |
| 2012 | 42   | Àlex Rins        | 5       |           | Emilio Alzamora Racing | Suter MMX3 Honda NSF250RW |
| 2013 | 65   | Philipp Öttl     | 18      |           | Paddock                | Kalex KTM RC250GP         |
| 2014 | 33   | Enea Bastianini  | 9       |           | Gresini Racing         | KTM RC250GP               |
| 2015 | 09   | Jorge Navarro    | 7       |           | Emilio Alzamora Racing | Honda NSF250RW            |
| 2016 | 36   | Joan Mir         | 5       | 1         | Leopard Racing         | KTM RC250GP               |
| 2017 | 71   | Ayumu Sasaki     | 20      |           | Sepang Racing Team     | Honda NSF250RW            |
| 2018 | 5    | Jaume Masiá      | 13      |           | Bester Capital Dubai   | KTM RC250GP               |
| 2019 | 13   | Celestino Vietti | 6       |           | VR46 Racing Team       | KTM RC250GP               |
| 2020 | 52   | Jeremy Alcoba    | 11      |           | Gresini Racing         | Honda NSF250RW            |
| 2021 | 37   | Pedro Acosta     | Campió  | 6         | Ajo Motorsport         | KTM RC250GP               |
| 2022 | 10   | Diogo Moreira    | 8       |           | MT Helmets - MSi       | KTM RC250GP               |
| 2023 | 80   | David Alonso     | Tercer  | 4         | Aspar Team             | Gas Gas RC250GP           |
| 2024 | 36   | Ángel Piqueras   | 8       | 1         | Leopard Racing         | Honda NSF250RW            |

## Debutants de l'Any en categories antigues

### 500cc
La llista següent recopila els pilots debutants a la classe de 500cc que acumularen més punts al campionat durant la seva primera temporada en aquella classe des del 1976 fins a la temporada del 2001, la darrera en què es va disputar aquesta categoria abans d'esdevenir l'actual de MotoGP. Cal dir que, fins al 1997 inclòs, el premi Rookie of the Year no s'atorgava en aquest campionat.
| Any  | Núm. | Pilot                | Posició   | Victòries | Equip                   | Moto                  |
| ---- | ---- | -------------------- | --------- | --------- | ----------------------- | --------------------- |
| 1976 |      | Pat Hennen           | Tercer    | 1         | Colemans Racing         | Suzuki RG 500         |
| 1977 | 32   | Steve Baker          | Subcampió |           | Yamaha International    | Yamaha YZR500         |
| 1978 | 80   | Kenny Roberts        | Campió    | 4         | Yamaha USA              | Yamaha YZR500         |
| 1979 |      | Franco Uncini        | 5         |           | Franco Uncini Racing    | Zago Suzuki RG 500    |
| 1980 |      | Graeme Crosby        | 8         |           | Suzuki GB               | Heron Suzuki RG 500   |
| 1981 |      | Marc Fontan          | 9         |           | Sonauto                 | Sonauto Yamaha YZR500 |
| 1982 | 40   | Freddie Spencer      | Tercer    | 2         | Honda Racing            | Honda NS500           |
| 1983 | 27   | Eddie Lawson         | 4         |           | Yamaha Motor Racing     | Yamaha YZR500         |
| 1984 |      | Wayne Gardner        | 7         |           | Honda Britain Racing    | Honda NS500           |
| 1985 |      | Pierre-Etienne Samin | 12        |           | Honda Benelux           | Honda RS500           |
| 1986 |      | Pierfrancesco Chili  | 10        |           | Roberto Gallina Racing  | Suzuki RG 500         |
| 1987 | 18   | Kenny Irons          | 14        |           | Heron Suzuki GB         | Suzuki RGV500         |
| 1988 | 14   | Patrick Igoa         | 14        |           | Sonauto                 | Yamaha YZR500         |
| 1989 | 27   | Mick Doohan          | 9         |           | Honda Racing            | Honda NSR500          |
| 1990 | 14   | Jean-Philippe Ruggia | 8         |           | Sonauto                 | Yamaha YZR500         |
| 1991 | 19   | John Kocinski        | 4         | 1         | Team Roberts            | Yamaha YZR500         |
| 1992 | 28   | Àlex Crivillé        | 8         | 1         | Pons Racing             | Honda NSR500          |
| 1993 | 7    | Luca Cadalora        | 5         | 2         | Team Roberts            | Yamaha YZR500         |
| 1994 | 17   | Albert Puig          | 5         |           | Pons Racing             | Honda NSR500          |
| 1995 | 65   | Loris Capirossi      | 6         |           | Team Pileri             | Honda NSR500          |
| 1996 | 11   | Scott Russell        | 6         |           | Suzuki MotGP            | Suzuki RGV500         |
| 1997 | 18   | Nobuatsu Aoki        | Tercer    |           | Technical Sports Racing | Honda NSR500          |
|      |      |                      |           |           |                         |                       |
| 1998 | 6    | Max Biaggi           | Subcampió | 2         | Team Kanemoto           | Honda NSR500          |
| 1999 | 31   | Tetsuya Harada       | 10        |           | Aprilia Racing          | Aprilia RSW-2 500     |
| 2000 | 46   | Valentino Rossi      | Subcampió | 2         | Nastro Azzurro          | Honda NSR500          |
| 2001 | 56   | Shinya Nakano        | 5         |           | Tech3                   | Yamaha YZR500         |

### 125cc
La llista següent recopila els pilots debutants a la classe de 125cc que acumularen més punts al campionat durant la seva primera temporada en aquella classe des del 1990 fins a la temporada del 2011, la darrera en què es va disputar aquesta categoria abans d'esdevenir l'actual de Moto3. Cal dir que, fins al 1997 inclòs, el premi Rookie of the Year no s'atorgava en aquest campionat.
| Any  | Núm. | Pilot             | Posició | Victòries | Equip                                   | Moto                                        |
| ---- | ---- | ----------------- | ------- | --------- | --------------------------------------- | ------------------------------------------- |
| 1990 | 65   | Loris Capirossi   | Campió  | 3         | Polini Racing                           | Honda RS125                                 |
| 1991 | 56   | Noboru Ueda       | 5       | 2         | Hero Sports TS                          | Honda RS125                                 |
| 1992 | 31   | Carlos Giró Jr.   | 12      |           | Carlos Giró Team                        | Aprilia RS125R                              |
| 1993 | 36   | Takeshi Tsujimura | Tercer  | 1         | F.C.C. Technical Sports                 | Honda RS125R                                |
| 1994 | 32   | Stefano Perugini  | 7       |           | Ipa Corse FMI Aprilia                   | Aprilia RS125R                              |
| 1995 | 20   | Tomomi Manako     | 8       |           | FCC Technical Sports                    | Honda RS125R                                |
| 1996 | 46   | Valentino Rossi   | 9       | 1         | Scuderia AGV                            | Aprilia RS125R                              |
| 1997 | 15   | Roberto Locatelli | 8       |           | Team Axo Inoxmacel                      | Honda RS125R                                |
|      |      |                   |         |           |                                         |                                             |
| 1998 | 13   | Marco Melandri    | Tercer  | 2         | Matteoni Racing                         | Honda RS125R                                |
| 1999 | 16   | Simone Sanna      | 8       |           | Polini Racing                           | Honda RS125R                                |
| 2000 | 15   | Alex De Angelis   | 18      |           | Matteoni Racing                         | Honda RS125R                                |
| 2001 | 26   | Dani Pedrosa      | 8       |           | Honda Racing                            | Honda RS125R                                |
| 2002 | 36   | Mika Kallio       | 11      |           | Ajo Motorsport                          | Honda RS125R                                |
| 2003 | 27   | Casey Stoner      | 8       | 1         | LCR Team                                | Aprilia RS125R                              |
| 2004 | 54   | Mattia Pasini     | 15      |           | LCR Team                                | Aprilia RS125R                              |
| 2005 | 71   | Tomoyoshi Koyama  | 8       |           | Ajo Motorsport                          | Honda RS125R                                |
| 2006 | 38   | Bradley Smith     | 19      |           | Honda Racing                            | Honda RS125R                                |
| 2007 | 44   | Pol Espargaró     | 9       |           | Campetella Racing                       | Aprilia RS125R                              |
| 2008 | 45   | Scott Redding     | 11      | 1         | Esponsorama Racing                      | Aprilia RS125R                              |
| 2009 | 94   | Jonas Folger      | 12      |           | Ongetta Team I.S.P.A.                   | Aprilia RS125R                              |
| 2010 | 39   | Luis Salom        | 12      |           | Lambretta (1–2), Molenaar Racing (3–17) | Lambretta 125 (1–2), Aprilia RSA 125 (3–17) |
| 2011 | 25   | Maverick Viñales  | Tercer  | 4         | Esponsorama Racing                      | Aprilia RSA 125                             |